# Natação no Campeonato Europeu de Esportes Aquáticos de 2016 - 4x100 m livre masculino
A prova do revezamento 4x100 metros livre masculino da natação no Campeonato Europeu de Esportes Aquáticos de 2016 ocorreu no dia 16 de maio em Londres, no Reino Unido. 

## Calendário
| Fase          | Data       | Hora  |
| ------------- | ---------- | ----- |
| Eliminatórias | 16 de maio | 12:07 |
| Final         | 16 de maio | 19:26 |

Todos os horários estão no horário local (UTC+0)

## Recordes
Antes desta competição, os recordes eram os seguintes:
| Recorde mundial       | Estados Unidos | 3:08.24 | Pequim | 11 de agosto de 2008 |
| Recorde europeu       | França         | 3:08.32 | Pequim | 11 de agosto de 2008 |
| Recorde do campeonato | França         | 3:11.64 | Berlim | 18 de agosto de 2014 |

## Medalhistas
| Ouro                                                                        | Prata                                                                  | Bronze                                                                          |
| França · William Meynard · Florent Manaudou · Fabien Gilot · Clément Mignon | Itália · Luca Dotto · Luca Leonardi · Jonathan Boffa · Filippo Magnini | Bélgica · Glenn Surgeloose · Jasper Aerents · Dieter Dekoninck · Pieter Timmers |

## Resultados

### Eliminatórias
Esses foram os resultados das eliminatórias. 
| Pos. | Bateria | Raia | Nacionalidade | Nadadores | Tempo   | Notas |
| ---- | ------- | ---- | ------------- | --- | ------- | ----- |
| 1    | 1       | 1    | França        | Clement Mignon (48.88) William Meynard (49.59) Fabien Gilot (48.37) Lorys Bourelly (49.38)                                 | 3:16.22 | Q     |
| 2    | 1       | 3    | Itália        | Luca Dotto (48.40) Giuseppe Guttuso (49.78) Jonathan Boffa (49.07) Luca Leonardi (49.17)                                   | 3:16.42 | Q     |
| 3    | 2       | 2    | Bélgica       | Louis Croenen (50.07) Jasper Aerents (48.70) Glenn Surgeloose (48.67) Dieter Dekoninck (49.09)                             | 3:16.53 | Q     |
| 4    | 2       | 8    | Roménia       | Marius Radu (49.28) Daniel Macovei (49.43) Alin Coste (49.14) Norbert Trandafir (48.69)                                    | 3:16.54 | Q     |
| 5    | 2       | 6    | Grécia        | Odyssefs Meladinis (49.61) Apostolos Christou (49.26) Christos Katrantzis (49.41) Kristian Golomeev (48.54)                | 3:16.82 | Q     |
| 6    | 2       | 5    | Hungria       | Péter Holoda (49.58) Krisztián Takács (49.76) Richárd Bohus (48.94) Dominik Kozma (48.87)                                  | 3:17.15 | Q     |
| 7    | 2       | 1    | Espanha       | Aitor Martinez Rodriguez (49.63) Miguel Ortiz-Cañavate (49.09) Bruno Ortiz-Cañavate (50.08) Oskitz Aguilar Urtxegi (49.51) | 3:18.31 | Q     |
| 8    | 1       | 2    | Reino Unido   | Robert Renwick (49.78) Benjamin Proud (50.52) Ieuan Lloyd (49.38) Duncan Scott (48.78)                                     | 3:18.46 | Q     |
| 9    | 1       | 7    | Turquia       | Huseyin Emre Sakci (50.28) Doga Celik (49.40) Iskender Baslakov (50.06) Kemal Arda Gürdal (48.92)                          | 3:18.66 |       |
| 10   | 1       | 4    | Suécia        | Christoffer Carlsen (49.88) Isak Eliasson (49.06) Robin Andreasson (49.57) Daniel Forndal (50.19)                          | 3:18.70 |       |
| 11   | 1       | 6    | Lituânia      | Mindaugas Sadauskas (49.64) Simonas Bilis (48.51) Tadas Duskinas (50.35) Povilas Strazdas (50.28)                          | 3:18.78 |       |
| 12   | 2       | 3    | Polónia       | Paweł Korzeniowski (49.47) Kacper Majchrzak (48.92) Filip Wypych (50.44) Oskar Krupecki (50.38)                            | 3:19.21 |       |
| 13   | 1       | 5    | Israel        | Alexi Konovalov (50.16) Or Sabatier (49.50) Ziv Kalontarov (50.46) Tom Kremer (49.35)                                      | 3:19.47 |       |
| 14   | 2       | 7    | Suíça         | Alexandre Haldemann (49.87) Erik van Dooren (50.53) Aleksi Schmid (49.85) Nils Liess (50.15)                               | 3:20.40 |       |
| 15   | 2       | 4    | Estónia       | Ralf Tribuntsov (51.39) Andri Aedma (50.62) Kregor Zirk (49.61) Pjotr Degtjarjov (48.90)                                   | 3:20.52 |       |

### Final
Esse foi o resultado da final. 
| Pos.              | Raia | Nacionalidade | Nadadores | Tempo   | Notas |
| ----------------- | ---- | ------------- | --- | ------- | ----- |
| Medalha de ouro   | 4    | França        | William Meynard (49.57) Florent Manaudou (47.64) Fabien Gilot (48.26) Clement Mignon (48.01)                         | 3:13.48 |       |
| Medalha de prata  | 5    | Itália        | Luca Dotto (48.03) Luca Leonardi (48.47) Jonathan Boffa (49.21) Filippo Magnini (48.58)                              | 3:14.29 |       |
| Medalha de bronze | 3    | Bélgica       | Glenn Surgeloose (48.75) Jasper Aerents (49.31) Dieter Dekoninck (48.87) Pieter Timmers (47.37)                      | 3:14.30 |       |
| 4                 | 2    | Grécia        | Odyssefs Meladinis (49.60) Christos Katrantzis (48.65) Apostolos Christou (48.13) Kristian Golomeev (48.04)          | 3:14.42 |       |
| 5                 | 7    | Hungria       | Péter Holoda (49.91) Krisztián Takács (49.41) Richárd Bohus (48.64) Dominik Kozma (48.59)                            | 3:16.55 |       |
| 6                 | 6    | Roménia       | Marius Radu (49.08) Robert Glință (49.24) Alin Coste (49.91) Norbert Trandafir (48.85)                               | 3:17.08 |       |
| 7                 | 8    | Reino Unido   | Robert Renwick (49.79) Duncan Scott (48.31) Ieuan Lloyd (49.70) Benjamin Proud (49.33)                               | 3:17.13 |       |
| 8                 | 1    | Espanha       | Markel Alberdi (49.76) Aitor Martinez Rodriguez (49.63) Miguel Ortiz-Cañavate (48.62) Oskitz Aguilar Urtxegi (49.20) | 3:17.21 |       |

Legenda
| Recorde mundial       | Recorde mundial (World record)               |                       | Recorde africano                      | Recorde africano (African) |                                           | Q | Classificado por posição (Qualified) |
| Recorde do campeonato | Recorde do campeonato (Championship record)  | Recorde da América    | Recorde da América (Americas)         | q                          | Classificado por melhor tempo (Qualified) |   |                                      |
| Melhor marca do ano   | Melhor marca do ano (World leading)          | Recorde asiático      | Recorde asiático (Asian)              | DNS                        | Não largou (Did not start)                |   |                                      |
| Recorde nacional      | Recorde nacional (National record)           | Recorde europeu       | Recorde europeu (European)            | DNF                        | Não terminou (Did not finish)             |   |                                      |
| Recorde pessoal       | Recorde pessoal do atleta (Personal best)    | Recorde da Oceania    | Recorde da Oceania (Oceania)          | DSQ / DQ                   | Desclassificado (Disqualified)            |   |                                      |
| Recorde da temporada  | Recorde da temporada do atleta (Season best) | Recorde sul-americano | Recorde sul-americano (South America) | NM                         | Sem marca (No mark)                       |   |                                      |